# Glorie des hl. Rochus von Montpellier
Die Glorie des heiligen Rochus ist ein Wandgemälde von Jacopo Tintoretto, das an der Decke der Sala dell’Albergo in der Scuola Grande di San Rocco in Venedig hängt.

## Auftragsvergabe
Am 31. Mai 1564 wurde vom Rat der Scuola Grande di San Rocco ein Wettbewerb ausgeschrieben, an dem neben Tintoretto auch Paolo Veronese, Giuseppe Salviati und andere teilnahmen. Doch Tintoretto zeigte statt der Skizze, wie es der Wettbewerb vorgesehen hatte, ein vollständiges Gemälde, womit er einen Skandal auslöste und sowohl Mitbewerber als auch Auftraggeber überraschte. Der Rat war damit nicht zufrieden, doch Tintoretto antwortete nur, dass dies seine Art zu zeichnen sei und dass er bereit sei, es der Scuola zu schenken. Dies konnte die Scuola nicht ausschlagen und am 29. Juni 1564 wurde der Wettbewerb annulliert.

## Größe, Form
Das Ölgemälde ist 240 cm hoch und 360 cm lang und auf Leinwand gemalt.

## Inhalt
Dieses Bild besitzt eine kühne Perspektive nach oben und besteht aus einer gelungenen Komposition aus dem Hl. Rochus, Gott und den Engeln.